# Großsteingrab Valfitz
Das Großsteingrab Valfitz war eine mögliche megalithische Grabanlage der jungsteinzeitlichen Tiefstichkeramikkultur bei Valfitz, einem Ortsteil von Kuhfelde im Altmarkkreis Salzwedel, Sachsen-Anhalt. Es wurde wohl spätestens im 19. Jahrhundert zerstört. Eine Beschreibung der Anlage liegt nicht vor, ihre mögliche Existenz ist nur durch die Bezeichnung Steenberg auf einem historischen Messtischblatt belegt. Dieser Ort befindet sich etwa einen Kilometer südlich von Valfitz, östlich des Weges nach Groß Gischau.